# MAS-49
Das MAS-49 war das Standardgewehr der französischen Streitkräfte nach dem Zweiten Weltkrieg.

## Technik
Das MAS-49 entstand, um die längst überfällige Ausrüstung der Armee mit einem einheitlichen und vor allem modernen Selbstladegewehr umzusetzen. Die bisherige Ausrüstung bestand aus veralteten Modellen aus eigener Produktion, aber auch aus amerikanischen Gewehren. Hinzu kamen noch deutsche Beutewaffen, was die Munitions- und Ersatzteilversorgung weiter erschwerte. Die Waffe arbeitet als Gasdrucklader, verfügt aber nicht über einen Gaskolben. Wie beim schwedischen Automatgevär m/42 wird der Druck direkt auf den Verschluss geleitet. Damit Gewehrgranaten verfeuert werden können, kann die Gaszuführung gesperrt werden.

## Modernisierung

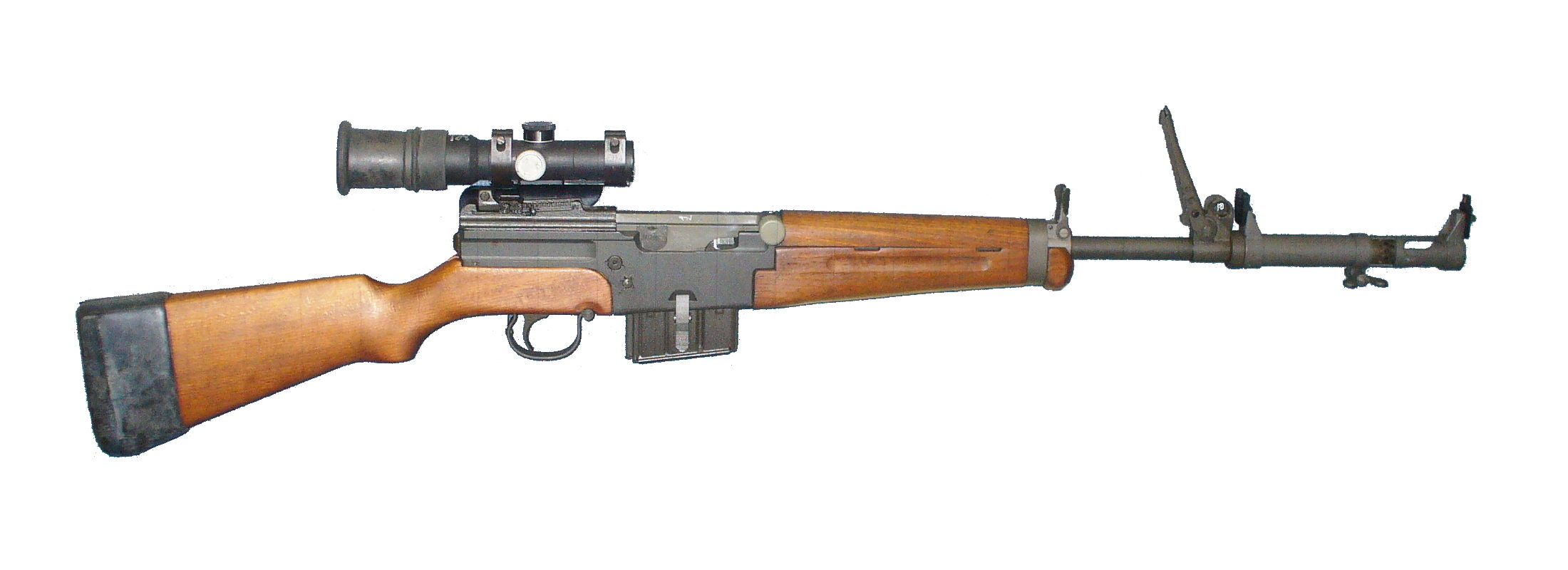
MAS 49/56 mit Zielfernrohr Modèle 1953 und hochgeklapptem Granatvisier

Die Erfahrungen beim Einsatz der Waffe im Indochinakrieg sowie während der Sueskrise mündeten 1956 in einer überarbeiteten Version, dem MAS-49/56. Das neue Modell war leichter und kürzer, zusätzlich konnte auch ein Bajonett aufgepflanzt werden. Die Waffe erhielt einen Mündungskompensator, der jedoch auch als Schießbecher zum Verschießen von Gewehrgranaten dient. Das Granatvisier sperrte beim Hochklappen den Gaskanal. Beim abgebildeten Modell wurde zudem ein zusätzlicher Kolbenschuh aus Gummi angefügt. In der Version 49/56 wurde der Selbstlader bis in die 80er Jahre produziert und im Truppendienst verwendet, bis er vom Sturmgewehr FAMAS abgelöst wurde.